# Cyril Juroška
Cyril Juroška (29. června 1921, Prostřední Bečva – 4. října 2008, Zlín) byl salesiánský kněz a čestný kanovník kroměřížský.

## Mládí
Cyril Juroška se narodil v obci Prostřední Bečva jako jeden z dvanácti dětí svých rodičů. V mládí studoval měšťanskou školu v Horní Bečvě, aby se dostal do Školy mladých mužů Tomáše Bati, ale následně kvůli věku místo nezískal.
Cyrilova sestra Anna tou dobou pracovala jako služebná u učitelky ve výslužbě Františky Jadrníčkové-Burianové ve Fryštáku. Tu navštěvoval P. Ignác Stuchlý, spoluzakladatel a první provinciál české salesiánské provincie. To Cyrila Jurošku zaujalo a v roce 1938 nastoupil na fryštácké gymnázium do 3. třídy. Po páté třídě, tj. v roce 1941, nastoupil do noviciátu v Ořechově u Polešovic.
Noviciát ukončil 25. srpna 1942 a poté byl poslán na nucené práce do Německa. V letech 1942–1945 byl totálně nasazen v Kruppových závodech. Nejprve sloužil v Essenu, po půl roce byl kvůli vybombardování závodu provoz přestěhován do Horního Slezska. Na počátku roku 1945 Cyril Juroška utekl pěšky zpět na Moravu.
Dostal se zpět do Ořechova, kde dostudoval gymnázium. Poté přešel do Pardubic do salesiánského ústavu pro chlapce. Začal studovat v salesiánském bohovědném učilišti v Oseku u Duchcova filozofii a pedagogiku a pokračoval v přípravě na kněžství. V roce 1950 měl být vysvěcen na kněze, nicméně klášter byl dne 13. dubna 1950 v rámci Akce K přepaden tajnou policií, z kláštera se stalo vězení, řád byl zlikvidován a řeholníci, kteří neabsolvovali vojenskou službu, byli povoláni k jednotkám PTP. Cyril Juroška byl 5 měsíců internován a následně byl poslán na tři a půl roku do PTP. Vystřídal 12 různých pracovních táborů, například pracoval v kamenolomu nebo stavěl kasárny v Brně.
Na konci roku 1953 byl propuštěn a hledal civilní zaměstnání. Studovat bohosloví bylo trestné, pracoval tedy jako dělník nejprve v Bystřici pod Hostýnem, poté v Thonetu a nakonec v Holešově v místním Okresním stavebním podniku. Potom se odstěhoval k bratrovi do Dobešova a pracoval pro ROMO Fulnek.

## Kněz a salesián
Během těchto let měl tři příležitosti být potají vysvěcen na kněze, ale povedlo se to až napočtvrté, dne 20. září 1966 byl vysvěcen na kněze litoměřickým biskupem ThDr. Štěpánem Trochtou SDB v Praze. Se souhlasem biskupa Trochty ale uváděl jako datum svěcení 5. dubna 1950 v Litoměřicích, aby se jeho tajné svěcení neprozradilo.
V roce 1968 během pražského jara zažádal o návrat do duchovní služby v litoměřické diecézi. Tam nebylo volné místo, proto byl exkardinován do olomoucké arcidiecéze. První mši svatou sloužil v kostele sv. Markéty v Mošnově dne 20. července 1969.
Následně byl kaplanem v Přerově (21. září 1969 – 31. července 1973), během této doby byl k padesátinám vyznamenán děkanským límcem na klerice. Poté byl dalších 31 let farářem v Domaželicích u Přerova. Za zásluhy o udržení památky ctihodného arcibiskupa Antonína Cyrila Stojana v Beňově byl v roce 1986 jmenován čestným kanovníkem kroměřížským.

## Stáří
Svou činnost ukončil 1. srpna 2004 a vrátil se do Domu Ignáce Stuchlého ve Fryštáku, kde trávil stáří. P. Cyril Juroška zemřel 4. října 2008 ve Fryštáku v Domě Ignáce Stuchlého a je pochován ve Fryštáku.